# کودک فرهنگ سومی
کودک فرهنگ سومی (به انگلیسیThird culture kid (TCK)) عبارتی است که برای اشاره به کودکانی به کار می‌رود که در بخش اعظمی از سالهای رشدشان در فرهنگی خارج از فرهنگ والدینشان سپری شده است. تعریف الزاماً به توصیف کودکان منحصر نمی‌شود بلکه می‌تواند افراد بالغی که سابقه فرد بالغ فرهنگ سومی (به انگلیسیATCK (Adult Third Culture Kid)) را دارند نیز گفته می‌شود. تجربه فرهنگ سومی شدن از این نظر مهم است که افراد قبل از آنکه فرصت بلوغ فرهنگ شخصی و هویت فرهنگی خود را کسب کنند، میان فرهنگ‌ها حرکت می‌کنند.